# Стюндвиллер
Стюндвиллер (фр. Stundwiller) — коммуна на северо-востоке Франции в регионе Гранд-Эст (бывший Эльзас — Шампань — Арденны — Лотарингия), департамент Нижний Рейн, округ Агно-Висамбур, кантон Висамбур. До марта 2015 года коммуна административно входила в состав упразднённого кантона Сульц-су-Форе (округ Висамбур).
Площадь коммуны — 3,32 км², население — 405 человек (2006) с тенденцией к росту: 472 человека (2013), плотность населения — 142,2 чел/км².

## Население
Население коммуны в 2011 году составляло 479 человек, в 2012 году — 474 человека, а в 2013-м — 472 человека.
| 1962 | 1968 | 1975 | 1982 | 1990 | 1999 | 2006 | 2008 | 2011 | 2012 | 2013 |
| ---- | ---- | ---- | ---- | ---- | ---- | ---- | ---- | ---- | ---- | ---- |
| 251  | 268  | 218  | 267  | 263  | 371  | 405  | 471  | 479  | 474  | 472  |

Динамика населения:

## Экономика
В 2010 году из 335 человек трудоспособного возраста (от 15 до 64 лет) 275 были экономически активными, 60 — неактивными (показатель активности 82,1 %, в 1999 году — 72,8 %). Из 275 активных трудоспособных жителей работали 260 человек (143 мужчины и 117 женщин), 15 числились безработными (10 мужчин и 5 женщин). Среди 60 трудоспособных неактивных граждан 20 были учениками либо студентами, 17 — пенсионерами, а ещё 23 — были неактивны в силу других причин.

## Достопримечательности (фотогалерея)

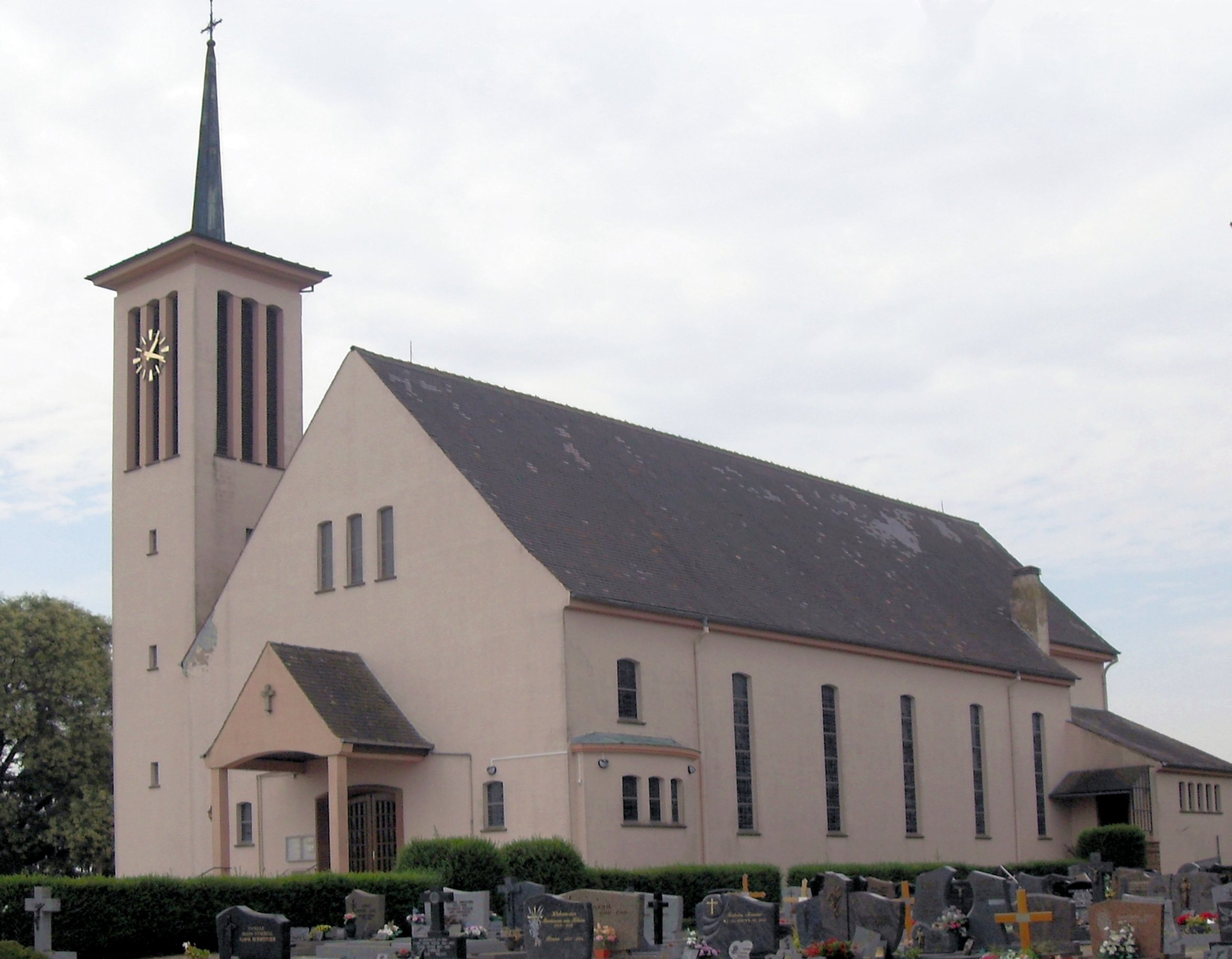
Церковь святого Георгия